# Canvey Island
Canvey Island – wyspa i miasto w Anglii, w hrabstwie Essex, w dystrykcie Castle Point. Leży 26 km na południe od miasta Chelmsford i 50 km na wschód od Londynu. Miasto liczy 37 479 mieszkańców.